# 라우리노
라우리노(이탈리아어: Laurino)는 이탈리아 캄파니아주 살레르노도에 위치한 코무네다.

## 주요 볼거리
- 공작 저택의 폐허
- 산타 마리아 마조레의 주 성당의 프레스코와 목제 조각품.

이곳은 8월에 열리는 라우리노 재즈 축제가 열린다.